# Партия возможностей
Партия возможностей (англ. The Opportunities Party; TOP) — политическая партия в Новой Зеландии. Она была основана экономистом и филантропом Гаретом Морганом в ноябре 2016 года. Партия поддерживает «процветающее, справедливое и равноправное общество», налоговую реформу, ужесточение миграционной политики, экологическую устойчивость, принятие письменной Конституции, введение универсального базового дохода для семей с детьми до 3 лет, а также легализацию марихуаны. Гарет Морган также заявил, что он хочет уменьшить количество заключенных на 40 %. Во время парламентских выборов 2017 года, TOP набрала 2,4 % голосов и не заняла ни одного места в Палате представителей Новой Зеландии.
В декабре 2017 года, через три месяца после выборов, Морган ушел в отставку с поста руководителя; заместитель руководителя партии Джефф Симмонс и два других кандидата также ушли со своих должностей. Морган заявил, что партия будет участвовать в выборах 2020 года, но он не будет её руководителем.
В июле 2018 года руководство партии сообщило, что обратилось к избирательной комиссии, чтобы отменить регистрацию партии, так как партия не планирует участие в выборах 2020 года. В конце июля 2018 года руководство партии приостановило свои планы по отмене регистрации партии пока оно рассматривает предложения от людей, сочувствующих партии и её политике.

## История
Морган объявил о создании партии 4 ноября 2016 года перед зданием парламента в Веллингтоне. 10 января 2017 года партия объявила, что имеет 2000 членов партии и подает документы на регистрацию. Руководство партии также объявило, что рассматривает выдвижение кандидатов на предстоящих выборах. 21 января Избирательная комиссия опубликовала уведомление о регистрации заявки на регистрацию.
Партия объявила, что тогдашний начальник штаба партии Джефф Симмонс будет выдвигаться кандидатом на дополнительных выборах в округе Mount Albert 25 февраля 2017 года. Во время довыборов партия была подвергнута критике Дэвидом Сеймуром за обещание бесплатного проезда избирателям Mount Albert, которое, по его мнению, нарушало закон о выборах. Однако Избирательная комиссия не нашла каких-либо нарушений в этом. Симмонс изначально получил 600 голосов, или 4,6 % от общего числа голосов. После подсчета специальных голосов, Симмонс официально получил 623 голосов, 4,56 % от общего числа голосов, заняв третье место.

### Парламентские выборы 2017 года
Партия была зарегистрирована Избирательной комиссией 6 марта 2017 года. 24 мая 2017 года Гарет Морган объявил первых четырех кандидатов на выборах 23 сентября 2017 года.
На выборах в 2017 TOP набрала 2,4 % голосов и не заняла ни одного места в Палате представителей Новой Зеландии. Руководитель партии Гарет Морган пообещал продолжить борьбу за «справедливую Новую Зеландию» и утверждал, что TOP не была провалом, поскольку партия стала пятой по популярности партией по предварительным результатам.

### Послевыборное развитие и распад
В декабре 2017 года, через три месяца после выборов, Морган сложил с себя полномочия руководителя партии, заместитель руководителя Джефф Симмонс и два других кандидата также ушли со своих постов. Морган сообщил, что партия будет участвовать в выборах 2020 года, но он не будет ее руководителем.
На следующей после отставки неделе, двое кандидатов, Джессика Хаммонд Дабл и Дженни Конди объявили об отделении от TOP группы под названием «Следующая большая вещь» ("Next Big Thing"). Оба кандидата связали свою низкую позицию в списках кандидатов с тем, что они задавали вопросы по поводу спорных высказываний Моргана в ходе предвыборной кампании.
9 июля 2018 года, Морган объявил, что руководство Партии возможности решило отменить регистрацию партии, поскольку партии не хватало времени и ресурсов для участия в выборах 2020 года. В конце июля, Морган и руководство партии объявили, что он пересмотрит свое решение об отмене регистрации партии после получения выражения заинтересованности от людей, симпатизирующих целям партии. В своем посте в Facebook, Морган также отметил, что он готов финансировать кандидатов и руководителей, симпатизирующих целям Партии возможностей.

## Логотип

Предыдущий логотип Партии возможностей, вариант Wā kāinga

Зарегистрированный логотип партии это буквы T, O и P тёмно-синего, красного и чёрного цвета. Партия обратилась с просьбой о регистрации этого логотипа к избирательной комиссии в апреле 2017 года и он был утверждён в мае 2017 года.
Партия использовала в качестве логотипа вариант Wā kāinga. В ноябре 2016 года в своем блоге Гарет Морган сообщил, что этот флаг выиграл конкурс Фонда Морган в 2016 году и что он символизирует «перемены, которые происходят в Аотеароа (Новой Зеландии) в настоящее время». Создатели флага «Красная вершина» критиковали партию за использование логотипа, похожего на их флаг без согласования с ними. Партия пыталась зарегистрировать этот символ в качестве своего логотипа в январе 2017 года одновременно с регистрацией партии; партия была зарегистрирована в марте 2017 года, но не логотип.

## Результаты выборов
| Выборы | Количество выдвинутых кандидатов (одномандатные/список) | Количество занятых мест | Количество голосов | % голосов | В правительстве |
| ------ | ------------------------------------------------------- | ----------------------- | ------------------ | --------- | --------------- |
| 2017   | 21/26                                                   | 0 из 120                | 63 261             | 2,4 %     | Н/Д             |

## Должностные лица

### Руководитель
|    | В должности   | С                  | По                   | Примечания        |
| -- | ------------- | ------------------ | -------------------- | ----------------- |
| 1. | Гарет Морган  | 4 ноября 2016 года | 14 декабря 2017 года | основатель партии |
| 2. | Джефф Симмонс | Август 2018        |                      |                   |

### Заместитель руководителя
|    | В должности   | С                    | По                   | Примечания                         |
| -- | ------------- | -------------------- | -------------------- | ---------------------------------- |
| 1. | Джефф Симмонс | 24 мая 2017 года     | 14 декабря 2017 года |                                    |
| 2. | Тереза Мур    | 28 августа 2017 года | 9 июля 2018 года     | назначен заместителем руководителя |